# Thereva laufferi
Thereva laufferi är en tvåvingeart som beskrevs av Gabriel Strobl 1909. Thereva laufferi ingår i släktet Thereva och familjen stilettflugor. Inga underarter finns listade i Catalogue of Life.